# Xylotype
Xylotype is een geslacht van vlinders van de familie uilen (Noctuidae), uit de onderfamilie Cuculliinae.

## Soorten
- X. arcadia Barnes & Benjamin, 1922
- X. capax Grote & Robinson, 1868